# Givat Harsina
Givat Harsina (in ebraico גבעת חרשינה‎?), è un insediamento israeliano alla periferia di Hebron, nella regione dei Monti della Giudea del distretto della Giudea e Samaria. È stata fondata nel 1983. Nel 2012, Givat Harsina aveva una popolazione di 1.200  abitanti.